# Coleophora psamata
Coleophora psamata é uma espécie de mariposa do gênero Coleophora pertencente à família Coleophoridae.